# Periphrage
Periphrage là một chi bướm đêm thuộc họ Erebidae.